# 台湾上户蛛
台湾上户蛛（学名：Euagrus formosanus）又名台灣大疣蛛、上户蛛，为上戶蛛科上户蛛属的动物。分布于台湾等地，多生活于山地道旁。该物种的模式产地在台湾。其种加词“formosanus”意为“台湾的”。